# San Isidro Gallinero
San Isidro Gallinero är en ort i Mexiko.   Den ligger i kommunen Acapulco de Juárez och delstaten Guerrero, i den södra delen av landet, 290 km söder om huvudstaden Mexico City. San Isidro Gallinero ligger 72 meter över havet och antalet invånare är 2 347.
Terrängen runt San Isidro Gallinero är kuperad åt nordost, men åt sydväst är den platt. Runt San Isidro Gallinero är det tätbefolkat, med 397 invånare per kvadratkilometer. Närmaste större samhälle är Acapulco, 18,8 km väster om San Isidro Gallinero. I omgivningarna runt San Isidro Gallinero växer i huvudsak lövfällande lövskog.